# ヒアム・アッバス
ヒアム・アッバス（Hiam Abbass 1960年11月30日 - ） はパレスチナにルーツを持つ女優。アラブ系パレスチナ人。主にフランス映画で活躍しているが、近年はアメリカ映画にも出演している。

## 略歴
イスラエルのナザレで生まれ、レバノンとの国境近くで育つ。紛争を避けてイギリスに移住し、その後パリに移る。
1996年、セドリック・クラピッシュ監督の『猫が行方不明』に出演。その後フランス映画界で活躍する。2004年にはイスラエル映画『シリアの花嫁』に主演した。
これまで短編映画2本を監督している。

## 主な出演作品
- 猫が行方不明 Chacun cherche son chat (1996)
- 赤のサテン Satin Rouge (2001)
- 父を愛せよ Aime ton père (2001)
- シリアの花嫁 The Syrian Bride (2004)
- パラダイス・ナウ Paradise Now  (2005)
- フリー・ゾーン 〜明日が見える場所〜 Free Zone (2005)
- ミュンヘン Munich (2005)
- マリア The Nativity Story (2006)
- 画家と庭師とカンパーニュ Dialogue avec mon jardinier  (2007)
- 撤退 Disengagement (2007)
- 扉をたたく人 The Visitor (2007)
- リミッツ・オブ・コントロール The Limits of Control (2009)
- エクソダス:神と王 Exodus:Gods and Kings (2014)
- ブレードランナー 2049 Blade Runner 2049 (2017)
- サクセッション Succession (2018-) HBOテレビドラマシリーズ
- ラミー 自分探しの旅 Ramy (2019) ドラマシリーズ (メインキャスト)
- インシディアス 赤い扉 Insidious: The Red Door (2023)

## 参照
1. ↑  ‘Syrian Bride’ Weds Simple Tale, History | Israeli Film Festival | Jewish Journal